# Eleonore Kujawa
Eleonore Kujawa (* 3. November 1930 in Berlin) ist eine deutsche Pädagogin, Gewerkschafterin und Bürgerrechtlerin.

## Pädagogin
Als Grundschullehrerin arbeitete Eleonore Kujawa von 1964 bis 1985 im Arbeitskreis Neue Erziehung und als Vorsitzende des Bezirkselternausschusses Wedding war sie maßgeblich an der Erarbeitung eines neuen Schulverfassungsgesetzes beteiligt, das 1974 in Kraft trat.
1970 wurde sie Schulleiterin der Gottfried-Röhl-Grundschule im Wedding und war damit die jüngste Schulleiterin Berlins. Der Erziehung zum Friedens- und Umweltengagement der Schüler galt ihr besonderes Interesse.

## Gewerkschafterin
In der Gewerkschaft Erziehung und Wissenschaft (GEW) arbeitete sie seit 1970 aktiv mit, zunächst im Ausschuss der Fachgruppe Grundschulen, dann im Hauptvorstand. Hier übernahm sie eine Führungsfunktion, die bis dahin als Männerdomäne galt. Von 1974 bis 1977 war Eleonore Kujawa Landesvorsitzende der GEW Berlin und damit die erste Frau überhaupt, die innerhalb des Deutschen Gewerkschaftsbundes Vorsitzende eines Landesverbandes wurde. Sie setzte sich für eine offenere gewerkschaftliche Politik ein, um die GEW aus parteipolitischem Blockdenken herauszuführen. 1977 bis 1982 war Eleonore Kujawa dann Vorsitzende der Fachgruppe Grundschulen in der GEW, von 1980 bis 1986 arbeitete sie im Personalrat der Lehrerinnen und Lehrer und Erzieherinnen und Erzieher mit.

## Frieden und Menschenrechte
Seit 1973 ist Eleonore Kujawa Mitglied der Internationalen Liga für Menschenrechte e.V., in deren Vorstand sie von 1974 bis 1998 tätig war. 1975 gründete sie gemeinsam mit anderen den Antifaschistischen Ausschuss der Liga als Reaktion auf die ersten öffentlichen Auftritte von Rechtsradikalen bei Fußballspielen. Aus demselben Anlass initiierte und organisierte sie ab 1981 Stadtrundfahrten zu Orten des Faschismus und des antifaschistischen Widerstandes in Westberlin. Mitbegründet hat sie 1978 die Friedensinitiative Reinickendorf und 1980 die Berliner Initiative für Internationalen Ausgleich und Sicherheit, die sich gegen atomare Aufrüstung und Raketenstationierung einsetzte. Sie war Mitorganisatorin und Mitinitiatorin des Krefelder Appells. Auch an der Gründung des Vereins Aktives Museum Faschismus und Widerstand in Berlin war sie 1979/80 beteiligt, ebenso an der Ausarbeitung der Konzeption für die Ausstellung „Topographie des Terrors“. Von 1988 bis 1991 war Eleonore Kujawa Präsidentin der Internationalen Liga für Menschenrechte.

## Auszeichnung
- 2021 Hans-Böckler-Medaille

## Privates
1945, bei Kriegsende, war Eleonore Kujawa 14 Jahre alt. Nachdem ihr Mann 1969 gestorben war, war sie alleinerziehende Mutter ihrer 1962 geborenen Tochter.